# 格拉斯曼數
在數學物理學中，格拉斯曼數（又稱反交換數）是一種用於狄拉克場路徑積分表示的數學架構。格拉斯曼數是以德國學者赫爾曼·格拉斯曼命名的。

## 性質
各格拉斯曼變數{\displaystyle \theta _{i}}均與代數的實數元無關，它們之間互成反交換關係，但與一般數{\displaystyle x}間則為交換關係：
{\displaystyle \theta _{i}\theta _{j}=-\theta _{j}\theta _{i}\qquad \theta _{i}x=x\theta _{i}}。
需要注意的是，此算符的平方為零：
由於{\displaystyle \theta _{i}\theta _{i}=-\theta _{i}\theta _{i}}，所以{\displaystyle (\theta _{i})^{2}=0\,}。
為了能讓費米子也有路徑積分，格拉斯曼數的積分需要有以下特性：
- 線性

{\displaystyle \int \,[af(\theta )+bg(\theta )]\,d\theta =a\int \,f(\theta )\,d\theta +b\int \,g(\theta )\,d\theta }
- 分部積分公式

{\displaystyle \int \left[{\frac {\partial }{\partial \theta }}f(\theta )\right]\,d\theta =0}。
因此格拉斯曼量的積分有以下的規定：
{\displaystyle \int \,1\,d\theta =0}
{\displaystyle \int \,\theta \,d\theta =1}。
所以結論為任何格拉斯曼數的微分及積分都是相同的。
在量子場論的路徑積分表述中，在描述費米子反交換場時，需要用到以下含格拉斯曼量的高斯積分：
{\displaystyle \int \exp \left[\theta ^{T}A\eta \right]\,d\theta \,d\eta =\det A}。
其中{\displaystyle A}為{\displaystyle n\times n}矩陣。
由格拉斯曼數集合所生成的代數叫格拉斯曼代數。由{\displaystyle n}個線性獨立的格拉斯曼數生成的代數，其維度為{\displaystyle 2^{n}}。
格拉斯曼代數是超交換代數的原型。超交換代數還可以分成偶變量與奇變量，因此可以滿足分層的交換律（特別是奇變量為反交換）。

## 外代數
格拉斯曼代數是生成元所張成的向量空間的外代數。外代數的定義與基底的選擇無關。

## 矩陣表示
格拉斯曼數都能以矩陣形式表示。例如，已知一格拉斯曼代數，是由兩個格拉斯曼數{\displaystyle \theta _{1}}及{\displaystyle \theta _{2}}所生成。這些格拉斯曼數可用4×4矩陣表示：
{\displaystyle \theta _{1}={\begin{bmatrix}0&0&0&0\\1&0&0&0\\0&0&0&0\\0&0&1&0\\\end{bmatrix}}\qquad \theta _{2}={\begin{bmatrix}0&0&0&0\\0&0&0&0\\1&0&0&0\\0&-1&0&0\\\end{bmatrix}}\qquad \theta _{1}\theta _{2}=-\theta _{2}\theta _{1}={\begin{bmatrix}0&0&0&0\\0&0&0&0\\0&0&0&0\\1&0&0&0\\\end{bmatrix}}}。
一般來說，由n個生成元生成的格拉斯曼代數，可用{\displaystyle 2^{n}\times 2^{n}}的正方形矩陣表示。在物理上，這些矩陣可被視為升算符，作用對象為佔位數基底中n個費米子的希爾伯特空間。由於每個費米子的佔位數皆為0或1，因此共有{\displaystyle 2^{n}}種基底態。在數學上，這些矩陣可被視為線性算符，對應與格拉斯曼代數自身的左外乘法。

## 應用
在量子場論中，格拉斯曼數為反交換算符的“經典類比”。它們用於定義費米子場的路徑積分，因此需要為格拉斯曼數的積分下定義，這種積分又叫別列津積分。
格拉斯曼數在為超流形（或超空間）下定義時有重要用途，此時它們被用作“反交換座標”。

## 另見
- 格拉斯曼流形
- 格拉斯曼定律 (音韻學)
- 格拉斯曼定律 (色彩)
- 外代數